# Maciej ze Środy
Maciej ze Środy (zm. 1 kwietnia 1370) – biskup pomocniczy w Litomyślu od 1355, biskup pomocniczy wrocławski od 1361.

## Życiorys
Maciej ze Środy pochodził z rodziny mieszczańskiej. Był synem Mikołaja i Małgorzaty, bratem Jana ze Środy. Wstąpił do klasztoru cystersów w Lubiążu. 31 lipca 1355 został biskupem Trebinje w Bośni i biskupem pomocniczym diecezji litomyskiej. Od 1361 przebywał często we Wrocławiu. Hojnie wspierał kolegiatę w Brzegu. W 1369 poświęcił ołtarze w kościołach św. Elżbiety i NMP na Piasku we Wrocławiu. Został pochowany w  kościele cysterskim w Lubiążu.